# Caballo Appaloosa

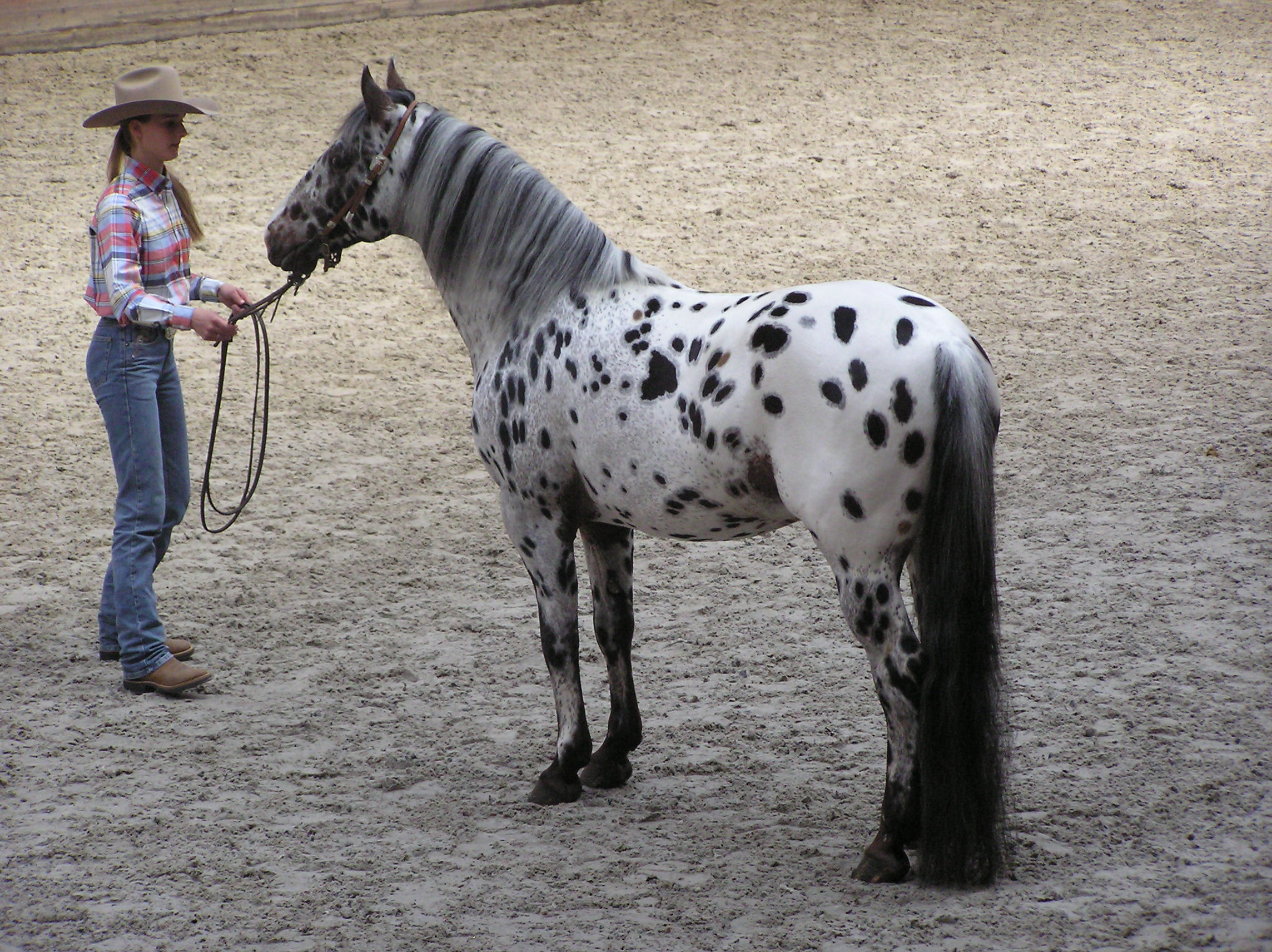
Appaloosa.

Apalusa o Appaloosa es una raza de caballo criado según las normas de una asociación fundada en Idaho (Estados Unidos) en 1938, Appaloosa Horse Club. Esta asociación quería preservar los caballos de la tribu Nez Perce, casi extintos.
Un aspecto importante en los Appaloosa actuales es el de su pelaje, llamado "pecoso" o "appaloosa" (en minúscula). Hay otras razas de caballos con este pelaje "appaloosa", en algunos casos como color exclusivo y en otros como pelaje ocasional o frecuente junto a otros colores.[cita requerida]
El AraAppaloosa es la raza que resultó del cruce del caballo árabe con el caballo Appaloosa.[cita requerida]
Las pinturas rupestres prehistóricas de Europa muestran caballos prehistóricos con manchas de leopardo. Las imágenes de caballos domesticados con manchas de leopardo aparecen en obras de arte de la antigua Grecia y la China de la dinastía Han hasta principios de la Edad Moderna. En Norteamérica, el pueblo Nez Perce de lo que hoy es el Noroeste del Pacífico de Estados Unidos desarrolló la raza americana original. Los pioneros americanos se referían a estos caballos moteados como "caballos de Palouse", posiblemente por el río Palouse, que atravesaba el corazón de la región Nez Perce. Poco a poco, el nombre evolucionó a Appaloosa.
Los Nez Perce perdieron la mayoría de sus caballos tras la Guerra Nez-Percé de 1877, y la raza decayó durante varias décadas. Un pequeño número de criadores dedicados preservaron el Appaloosa como raza distinta hasta que se formó el Appaloosa Horse Club (ApHC) como registro de la raza en 1938. La raza moderna mantiene líneas de sangre que se remontan a la sangre fundacional del registro; su libro genealógico abierto parcialmente permite la adición de algunos Purasangre, American Quarter Horse y sangre árabe.
Hoy en día, el Appaloosa es una de las razas más populares de Estados Unidos; fue nombrado caballo del estado oficial de Idaho en 1975. Es más conocido como caballo de rebaño utilizado en varias disciplinas de equitación occidental, pero también es una raza versátil con representantes vistos en muchos otros tipos de actividad ecuestre. Los Appaloosas se han utilizado en muchas películas; un Appaloosa es un símbolo de los Florida State Seminoles. Las líneas de sangre de los Appaloosa han influido en otras razas de caballos, como el Pony de las Américas, el Caballo Nez Perce y varias razas de caballo de paso.

## Características de la raza
El Appaloosa es más conocido por su pelaje distintivo, con manchas de complejo de leopardo, que es el preferido en la raza. El moteado se produce en varios patrones superpuestos sobre uno de los varios colores del pelaje básicos reconocidos. Hay otras tres características distintivas "centrales": moteado de piel, cascos a rayas, y los ojos con una esclerótica blanca.
El moteado de la piel suele verse alrededor del hocico, los ojos, el ano y los genitales. Las pezuñas rayadas son un rasgo común, bastante notable en las Appaloosas, pero no exclusivo de la raza. La esclerótica es la parte del ojo que rodea el iris; aunque todos los caballos muestran blanco alrededor del ojo si el ojo está en blanco, tener una esclerótica blanca fácilmente visible con el ojo en posición normal es una característica distintiva que se ve más a menudo en las Appaloosas que en otras razas.  Debido a que ocasionalmente nacen individuos con poco o ningún patrón moteado visible, la ApHC permite el registro "regular" de caballos con piel moteada más al menos una de las otras características principales. Los caballos con dos padres ApHC pero sin "características identificables de Appaloosa" se registran como "no característicos", un estado de registro especial limitado.

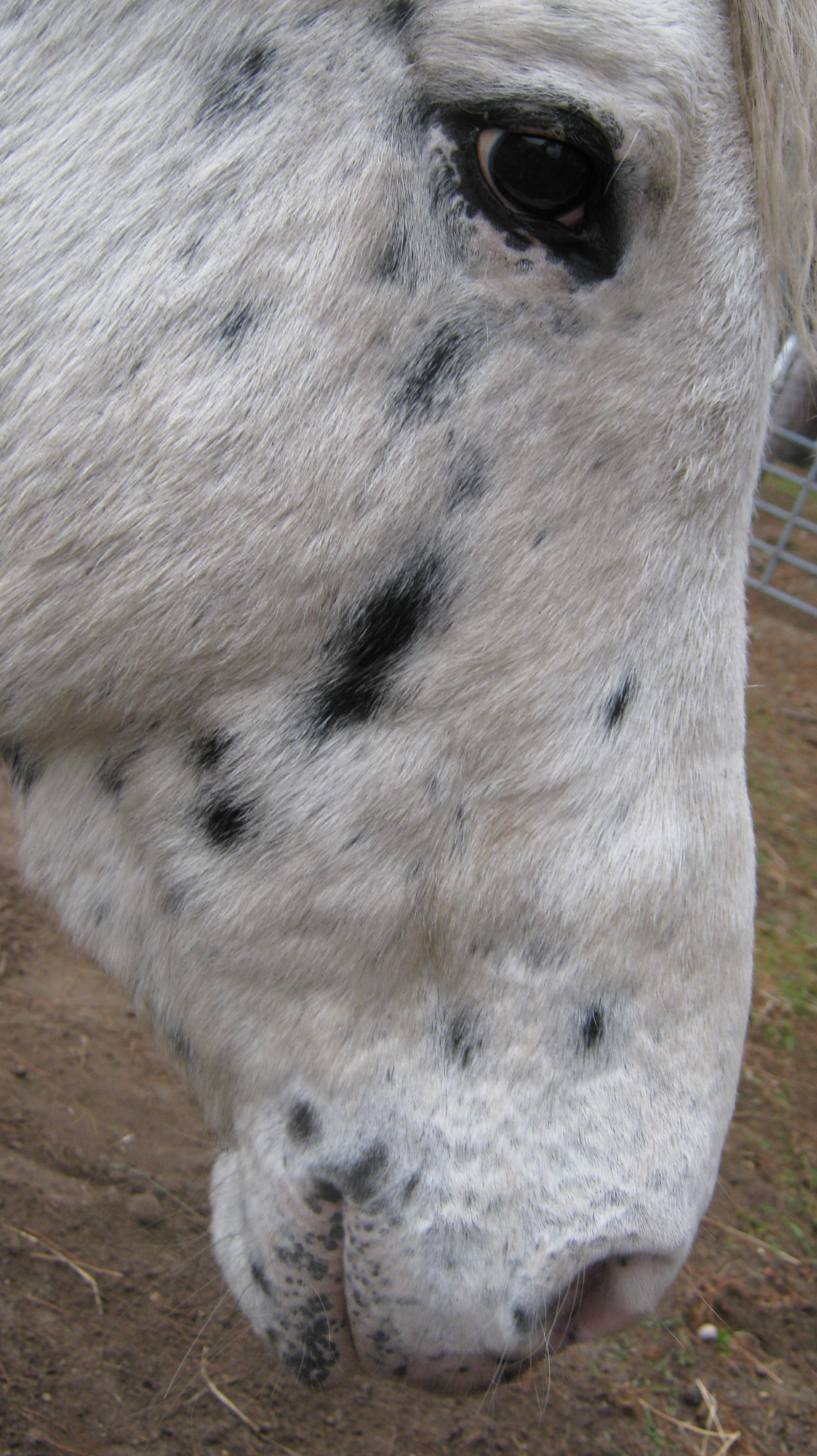
El moteado de la piel es especialmente visible alrededor de los ojos y el hocico. La esclerótica del ojo de un Appaloosa es blanca.

Hay una amplia gama de tipos de cuerpo en el Appaloosa, en parte porque las características del complejo de leopardo son sus principales factores de identificación, y también porque varias razas de caballos diferentes influyeron en su desarrollo. El rango de peso varía de 950 a 1250 libras (430,9 a 567 kg), y las alturas de manos de 142 a 163 cm. Sin embargo, la ApHC no permite la cría de poni o caballo de tiro.
El original "old time" o "old type" Appaloosa era un caballo alto, de cuerpo estrecho y espigado. El estilo corporal reflejaba una mezcla que comenzó con el tradicional caballo español ya común en las llanuras de América antes de 1700. Luego, se añadieron líneas de sangre europeas del siglo XVIII, en particular las de los caballos "pied" populares en ese periodo y enviados en masa a América una vez que el color había pasado de moda en Europa. Estos caballos eran parecidos a un tipo de caballo alto y delgado de raza pura sangre-Andaluz popular en la España de los Borbones.} El Appaloosa original tendía a tener un perfil facial convexo que se parecía al de los cruces warmblood-Jennet desarrollados por primera vez en el siglo XVI durante el reinado del emperador Carlos V.
El viejo tipo de Appaloosa fue modificado más tarde por la adición de sangre de caballo de tiro después de la derrota de 1877 de los Nez Perce, cuando la política del Gobierno de EE. UU. obligó a los nativos americanos a convertirse en agricultores y les proporcionó yeguas de caballos de tiro para criar a los sementales existentes. Los Appaloosas originales a menudo tenían una escasa crin y cola, pero no era una característica principal, ya que muchos de los primeros Appaloosas tenían crines y colas completas. Existe una posible relación genética entre el complejo de leopardo y el escaso crecimiento de crines y cola, aunque se desconoce la relación exacta.
Tras la formación del Appaloosa Horse Club en 1938, se desarrolló un tipo de caballo más moderno tras la adición de líneas de sangre de caballo cuarto de milla americano y árabe. La adición de líneas Quarter Horse produjo Appaloosas que funcionaban mejor en carreras de velocidad y en halter. Muchos caballos de corte y reining son el resultado de Appaloosas de tipo antiguo cruzadas con líneas de sangre árabes, en particular a través del semental fundador de los Appaloosa, Red Eagle. En la década de 1970 se añadió una infusión de sangre pura sangre para producir caballos más aptos para las carreras. Muchos criadores actuales también intentan eliminar el rasgo de "cola de rata", por lo que los Appaloosas modernos tienen crines y colas más pobladas.

## Historia
El fenómeno de color que distingue al caballo appaloosa se encuentra en la base genética de los caballos primitivos. Aparece, por ejemplo, plasmado en pinturas rupestres que datan de hace más de 20.000 años, como las de Peche-Merle, Francia.
En la antigua Persia se tenía un gran aprecio a estos caballos moteados y los consideraban como los caballos sagrados de Nicea.
En China se usaron estos caballos desde el 100 a. C. para la guerra, desplazando así al pequeño caballo centroasiático. A partir del siglo VII se les encuentra en artículos de arte, reconociéndose así el gusto que los chinos tenían por estos caballos. 
En Europa los caballos moteados aparecen a través de la historia, abundando más entre los caballos españoles y lippizanos.
En América era común ver el color punteado entre los caballos españoles de los conquistadores del siglo XVI, por lo que cabe suponer que el origen del caballo appaloosa no es otro que el caballo español de una capa determinada, que empezó a ser seleccionado probablemente por los indios Nez Perce que vivían en la región noroeste de lo que hoy son los Estados Unidos, en los estados actuales de Washington y Oregón.
Fueron los Nez Perce quienes vieron en este caballo el prototipo de animal que buscaban para sus actividades de caza y guerra, en particular por su color, nobleza, versatilidad y fortaleza de estructura. Fueron más de 200 años de una práctica cuidadosa de selección de los caballos, usando para la reproducción solo los mejores representantes de la raza ideal que deseaban. Es así que fijaron genéticamente los elementos que distinguen hoy en día al appaloosa. El nombre de la raza appaloosa proviene del río Palouse, que atravesaba la región habitada por los Nez Perce. Cuando veían un caballo moteado decían que "era un caballo del río Palousse" (a palousse river horse) y de allí quedó en appaloosa. 
Hoy día se acepta de manera más precisa que el origen del caballo appaloosa está en el área formada por los ríos Palouse, Snake y Clearwater todos en el norte de Idaho-USA, y que se corresponde con el Nez Perce National Forest.

## Appaloosa moderno
Esta raza de caballos se transformó en «moderna» a partir de la formación del Appaloosa Horse Club en 1938. Desde ese año se estableció un programa de mejora de la raza a través de cruzas con caballos cuarto de milla, pura sangre y árabe. 
Hoy en día es la raza que goza del tercer lugar mundial en popularidad, con más de 600 caballos registrados en el Appaloosa Horse Club. 
El caballo appaloosa es colorido, noble, inteligente y versátil.

## Características
1. Existen seis tipos diferentes de capas: 
  - Leopardo: manchas ovaladas en toda la capa, con fondo blanco o de color claro.
  - Lomo manchado: con la grupa y riñones de color claro, con manchas oscuras (se piensa que es la rama original)
  - Lomo claro y crines oscuras: grupa y riñones claros sobre fondo oscuro.
  - Copo de nieve: base oscura y manchas blancas a lo largo de todo el cuerpo.
  - A gota: manchas oscuras sobre fondo blanco en todo el cuerpo.
  - Jaspeado: parte anterior oscura con manchas blancas y de otros colores y parte de detrás clara con manchas oscuras.
2. Generalmente los machos presentan manchas y colores más vivos que las hembras.
3. Cuello de longitud media y bien asentado.
4. Grupa redondeada y musculosa.
5. Extremidades delgadas y huesudas, pero resistentes.
6. Cola y crines escasamente espesas.
7. Ellos son de trabajo y usados en la chareria

Los caballos appaloosa tienen otras tres características distintivas:
- Piel moteada: característica única de este caballo. La piel del appaloosa tiene áreas oscuras intercaladas en la piel rosada y da como resultado una piel pecosa, y que es el indicador más importante para el reconocimiento de esta raza. Además del hocico y alrededor de los ojos, también se localiza en el área genital. Muchas razas tienen manchas de piel rosa sin pigmentación, que no se debe confundir con la piel moteada del appaloosa.

- Esclerótica ocular: La esclerótica es la capa de tejido conectivo duro, blanco y fibroso que recubre la mayor parte del ojo.[13] La parte blanca del ojo humano es un ejemplo. Todos los caballos tienen esclerótica, pero la del appaloosa es blanca y normalmente mucho más visible que en otras razas. Todos los caballos muestran blanco alrededor del ojo si los giran hacia arriba o hacia abajo o si se levanta el párpado. La esclerótica blanca es visible en todo momento en el caballo Appaloosa y es una de las características distintivas. No es necesariamente característica Appaloosa si el lucero en la cara del caballo rodea a los ojos.

- Cascos rayados: muchos Appaloosa tienen rayas verticales claras y oscuras bien definidas en el casco. Hay que tener cuidado de distinguir que estas rayas blancas no se originen en una lesión en la corona o de una calceta blanca en la pata del animal. Si hay duda sobre esta característica hay que confirmar que el animal tenga las otras características Appaloosa.

En este momento se le puede considerar como la raza de caballos más veloz.[cita requerida]

## En la cultura popular
Varios compositores y músicos tienen canciones inspiradas en esta raza de caballos, entre ellos, el cantante de rock y compositor canadiense Gino Vannelli y la banda de rock estadounidense The Black Crowes, con canciones que tienen el mismo título: "Appaloosa".